# Tamaya Honda
Tamaya Honda (jap. 本田 珠也, Honda Tamaya, * um 1960) ist ein japanischer Jazzmusiker (Schlagzeug).

## Leben und Wirken
Tamaya Honda stammt aus einer Musikerfamilie; sein Vater ist der Jazzpianist Takehiro Honda, seine Mutter die Sängerin Chiko Honda und Sadao Watanabe sowie Fumio Watanabe sind seine Onkel. Er erhielt zunächst Klavierunterricht, wendete sich dann aber dem Schlagzeug zu, wo er zunächst von Hiroshi Murakami beeinflusst war, dem Schlagzeuger der von seinem Vater geleiteten Fusionband Native Son. 1985 wechselte er für diesen in die Band ein, der zudem  Kohsuke Mine, Motonobu Ohde und Yasushi Yoneki angehörten; fünf Jahre lang war er Mitglied von Native Son. Um 2000 spielte er in der Aramaki Band (Changes One), in den folgenden Jahren  mit Masabumi Kikuchi (On the Move (2001), mit Tomokazu Sugimoto, Bass), Kei Akagi, Mikio Ishida, Michiyo Yagi, im Naruyoshi Kikuchi Dub Sextet und seinem eigenen Tamaya Honda Trio (mit dem Bassisten Takashi Sugawa, dem Saxophonisten Miyuki Moriya bzw. dem Pianisten Kōichi Satō). 2011 trat Honda im Trio mit Peter Brötzmann und Michiyo Yagi sowie mit Jeb Bishop, Joe McPhee, Mars Williams, Jason Adasiewicz und Kent Kessler auf dem Music Unlimited Festival in Wels auf.

## Diskographische Hinweise
- Kei Akagi: Live - Shapes in Time (Video Arts, 2005), mit Tomokazu Sugimoto
- Naruyoshi Kikuchi Dub Sextet: The Revolution Will Not Be Computerized (EWE Records, 2007)
- Naruyoshi Kikuchi Dub Sextet: Dub Orbits (EWE Records, 2008)
- Michiyo Yagi, Tamaya Honda: Dōjō Vol. 1 (Idiolect, 2014)
- Yuichiro Aratake: Time for a Change (2015), mit Shinji Hashimoto, Yoshihito P. Koizumi, Daiki Mishima
- Michiyo Yagi, Tamaya Honda: Dōjō Vol. 2 (Idiolect, 2017)
- Tamaya Honda Trio: Second Country (Anturtle Tune, 2017), mit Miyuki Moriya, Takashi Sugawa
- Tamaya Honda ICTUS Trio: Ictus (Song X, 2018), mit Takashi Sugawa , Kōichi Satō